# Kathrin Gebel

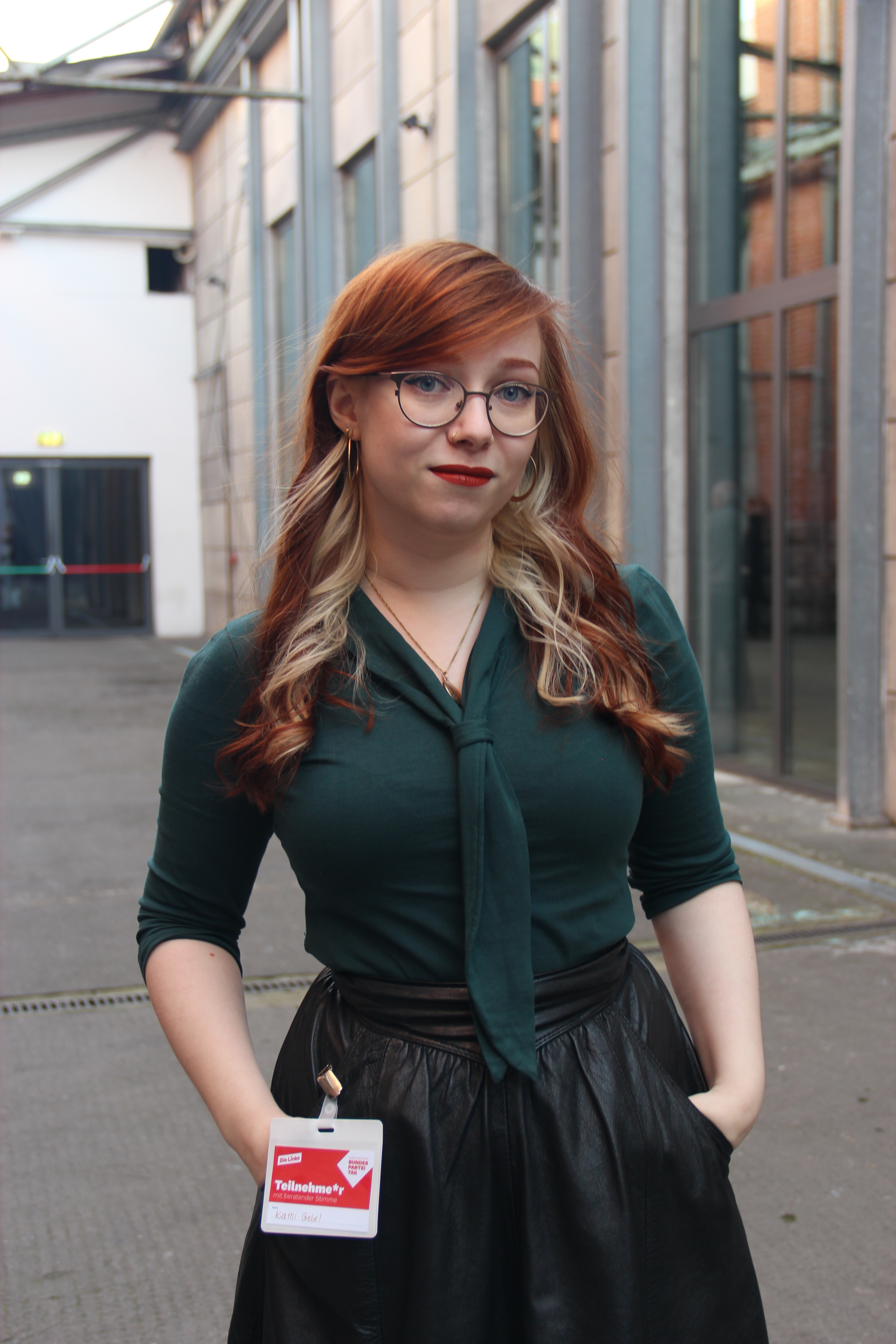
Kathi Gebel (2025)

Kathrin „Kathi“ Gebel (* 5. April 1997 in Recklinghausen) ist eine deutsche Politikerin (Die Linke). Seit 2025 ist sie Mitglied des Deutschen Bundestages.

## Leben
Gebel wurde im Ruhrgebiet geboren und wuchs dort bei ihrer alleinerziehenden Mutter auf. Diese war in den 1990er-Jahren aus der Sowjetunion nach Deutschland gekommen. Nach ihrem Schulabschluss begann sie in Magdeburg Psychologie zu studieren und erreichte einen Bachelorabschluss. 2020 zog sie zu ihrer Schwester nach Münster, ehe sie ihren Master an der Universität des Saarlandes machte. Daraufhin kehrte sie nach Münster zurück.

## Politische Karriere
Gebel trat bereits mit 18 Jahren in die Partei Die Linke und die Linksjugend solid ein. Zwischen 2018 und 2020 war sie Mitglied des Bundessprecher:innenrates der Linksjugend. 2022 wurde sie jugendpolitische Sprecherin im Parteivorstand der Linken. Außerdem wurde sie Sprecherin zum Thema Feminismus. Bei der Bundestagswahl 2025 trat sie als Direktkandidatin im Bundestagswahlkreis Münster an und wurde vom Landesverband der Linken in NRW auf Platz 7 der Landesliste nominiert. Bei der Wahl erhielt sie in ihrem Wahlkreis 6,8 % der Erststimmen, womit sie auf Platz vier landete; das Direktmandat erlangte Sylvia Rietenberg von den Grünen. Über die nordrhein-westfälische Landesliste ihrer Partei zog Gebel in den Deutschen Bundestag ein.
Gebel ist im 21. Deutschen Bundestag Mitglied im Ausschuss für Bildung, Familie, Senioren, Frauen und Jugend sowie stellvertretendes Mitglied im Ausschuss für Gesundheit und Frauenpolitische Sprecherin der Fraktion Die Linke. Damit gehört sie als stellvertretende Fraktionsvorsitzende dem Vorstand der Fraktion an. 
Gebel ist Mitglied des Koordinierungskreises der Strömung Bewegungslinke.